# Стража (Кожокна, Клуж)
Стража (рум. Straja) — село у повіті Клуж в Румунії. Входить до складу комуни Кожокна.
Село розташоване на відстані 305 км на північний захід від Бухареста, 22 км на схід від Клуж-Напоки.

## Населення
За даними перепису населення 2002 року у селі проживали 129 осіб, усі — румуни. Усі жителі села рідною мовою назвали румунську.